# Фосфен

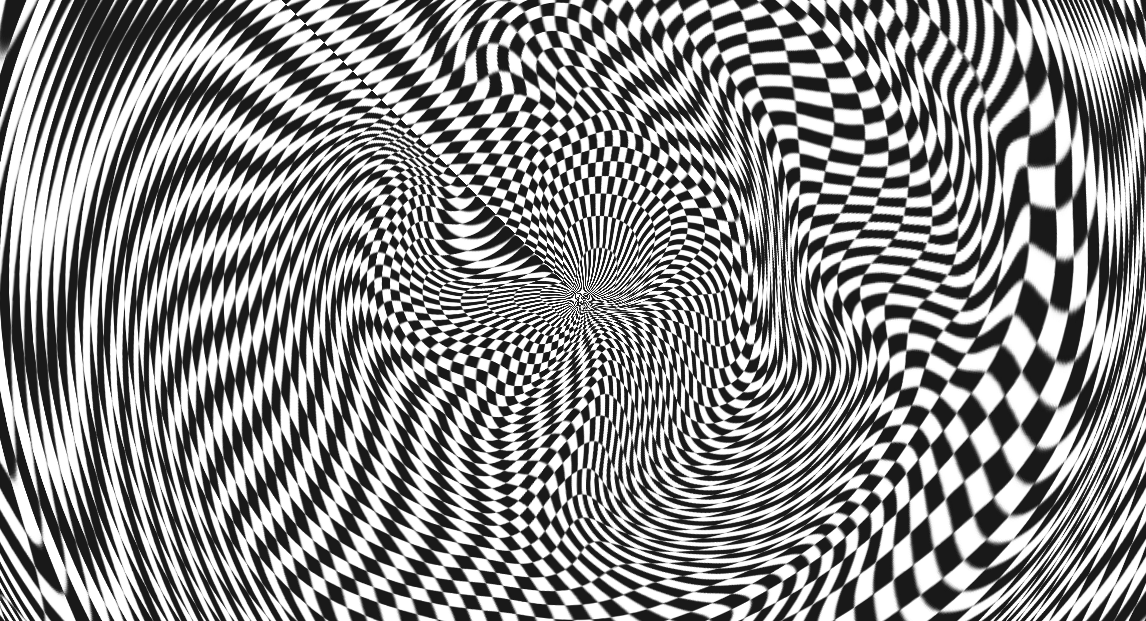
Художественное представление фосфенов, порождённых механическим давлением на сетчатку

Фосфе́н (от др.-греч. φῶς — свет и φαίνω — показываю, обнаруживаю) — зрительное ощущение, возникающее у человека без воздействия света на глаз.
Фосфены могут возникать вследствие воздействия на зрительную систему на её разных уровнях: механическим воздействием (нажатие на закрытый глаз, например), сильными магнитными полями, химическими веществами, электрическим возбуждением сетчатки через прикладываемые к вискам электроды, а также путём непосредственного электрического возбуждения зрительных центров коры головного мозга.
Цвет и форма фосфе́нов бывает самая разнообразная, но в большинстве случаев они имеют слабые синеватые, зеленоватые, желтоватые и оранжевые оттенки и простые формы (точки, круги, короткие линии), а также фигуры чего-то, виденного ранее.
При возбуждении зрительных центров коры мозга человек перестаёт видеть окружающее и наблюдает лишь движущиеся пятна света, перемещающиеся синхронно с изменением направления взгляда.
Возбуждение нескольких соседствующих областей коры приводит к появлению фосфенов в виде определённых геометрических форм.
Слепые от рождения не видят фосфенов. Ослепший же человек, как правило, может наблюдать их при искусственном возбуждении. На основании этого считается возможным создание зрительных протезов с искусственным возбуждением фосфенов.
В ряде случаев фосфены наблюдаются и на свету, смешиваясь с видимой картиной и порождая зрительные иллюзии.
Наличие ярких фосфенов может являться симптомом болезненного состояния организма.

## Фосфены в космических полётах
Впервые об увиденных ими световых вспышках сообщили астронавты Эдвин Олдрин и Нил Армстронг, участники лунной экспедиции «Аполлон-11» в 1969 году. НАСА сразу организовало серию специальных исследований и пришло к заключению, что основной причиной вспышек следует с большой вероятностью считать быстро движущиеся заряженные частицы космических лучей.
Космонавты, особенно длительно участвующие в работе на МКС, видят фосфены, особенно во время приготовления ко сну. Это обусловлено тем, что на высоте орбиты МКС электромагнитное поле Земли слабее, благодаря чему высокоэнергетичные частицы легче достигают сетчатки глаза, вызывая наблюдение феномена.